# まるごとニュース北海道
『まるごとニュース北海道』（まるごとニュースほっかいどう）は、2008年3月31日から2010年3月26日まで北海道内のNHK総合テレビジョンで平日夕方に放送されたNHK札幌放送局制作による『NHKニュース』のローカルニュース番組。
また、北海道内のNHK総合テレビジョンの夜のニュース番組『まるごとニュース845』、土日祝日版の『まるごとニュース645』についても、ここで併せて記載する。

## 概要
2008年3月31日に放送開始。
それまで北海道のNHK総合テレビジョンでは、『ほくほくテレビ』という情報番組が編成され、地域ニュースも内包した番組構成で放送されていた。しかし、2008年3月28日を最後に終了。平日17時台については福岡県とともに『ゆうどきネットワーク』のネットに方針を転換し、新たに夕方の大型ニュース番組が編成されることとなった。
その際、『ほくほく』では道内各局で放送されていたローカルニュース番組が全て打ち切られ、本番組のローカルパートに位置づけられた。『ほくほく』のローカル番組の放送時間は金曜が30分、それ以外の曜日では15分あったが、本番組においては道内各局合せても10分程度に満たない放送時間となった（各局別のローカルニュースは5分間・気象情報は3分間）。
北海道では2008年に洞爺湖サミットが開かれたという事情もあり、メインキャスターには地元出身で長く東京本部でも活躍し知名度がある森田美由紀が起用され、地元出身の若手アナウンサー・赤松俊理が支えるというキャスティングとなった。
番組テーマ曲は西村由紀江の作曲・演奏による「もっと素敵な明日へ」が使用された。
NHKが2010年2月2日に発表した新年度編成で、正式に全国放送化された『小さな旅』の旅人に森田が起用され再び北海道を離れることとなった。読売新聞北海道版は、森田転勤を扱った2010年2月21日付紙面記事で、NHKが2009年度内最後の平日とした2010年3月26日まで森田が出演した上でそのまま本番組を終了とし、新番組に移行すると報じた。新番組についての詳細は札幌局が3月12日に新年度の北海道内向け地域番組を発表した中で正式に明らかにされ、森田と入れ替わりに東京アナウンス室から異動となった登坂淳一をアンカーとする『ネットワークニュース北海道』が3月29日に開始された。

## 放送時間・タイムテーブル
祝日は放送休止。
- 18:10　オープニング
- 18:50　放送局別のエリアニュース&天気

| 放送局 | 地域別予報エリア （太字以外は近接地域のみ） | 週間天気対象市町                                                                        |
| ------ | ------------------------------------------- | --------------------------------------------------------------------------------------- |
| 札幌局 | 石狩 空知 後志 胆振 日高                    | 札幌市 函館市 旭川市 稚内市 帯広市 釧路市 網走市 室蘭市                                 |
| 函館局 | 渡島 桧山 胆振 津軽 下北                    | 函館市 江差町 八雲町                                                                    |
| 旭川局 | 上川 留萌 宗谷 空知                         | 旭川市 名寄市 富良野市 深川市 稚内市 留萌市 紋別市 札幌市                               |
| 帯広局 | 十勝 釧路 北見 上川 日高 石狩               | 帯広市（2009年度以降は緑色の枠で表示） 釧路市 網走市 札幌市 旭川市 室蘭市 函館市 稚内市 |
| 釧路局 | 釧路 根室                                   | 釧路市 根室市 札幌市                                                                    |
| 北見局 | 網走 北見 紋別                              | 網走市 北見市 紋別市 札幌市                                                             |
| 室蘭局 | 胆振 日高 渡島 石狩 後志 空知               | 室蘭市 苫小牧市 浦河町                                                                  |
- 18:55　道内ニュース&エンディング
ここでは視聴者から寄せられたお便り・写真などを紹介する場合もある。

## 主なコーナー
- まるごとLIVE
- まるごとリレー（道内7放送局の話題を紹介）
- 何でも知り隊（女性リポーターが交替で暮らしにまつわる身近な情報を取材・報告 毎週金曜日に放送）

## 担当者
| 放送期間  | 放送期間  | キャスター | キャスター | リポーター                                                                             | 気象予報士 |
| 放送期間  | 放送期間  | メイン     | サブ       | リポーター                                                                             | 気象予報士 |
| --------- | --------- | ---------- | ---------- | -------------------------------------------------------------------------------------- | ---------- |
| 2008.3.31 | 2009.3.27 | 森田美由紀 | 赤松俊理   | 岩尾亮 （以下交替制。『お元気ですか日本列島』も担当） 玉村麻衣子 丁子はるか 涌井はるか | 加藤眞奈美 |
| 2009.3.30 | 2010.3.26 | 森田美由紀 | 赤松俊理   | 岩尾亮 （以下交替制。『お元気ですか日本列島』も担当） 玉村麻衣子 丁子はるか 涌井はるか | 加藤眞奈美 |

涌井は2010年2月を最後に降板・退局した。

## まるごとニュース845
『ニュース845』枠の番組。平日・祝休日を問わず、月曜から金曜まで毎日放送される。
内容はその日に道内ニュースと気象情報をストレートに伝えるもので、固定担当を持たない札幌局のアナウンサーが交替で担当し（『まるごとニュース北海道』サブキャスターの赤松俊理が担当することもある）、全編札幌から全道に向けて放送されるため、函館・旭川・帯広・釧路・北見・室蘭の各局もすべて札幌からの放送となっている。このため、気象情報も全道版である。
テーマ曲は共通の西村由紀江作曲・演奏「もっと素敵な明日へ」。オープニングタイトルは、画面上ではそのまま『まるごとニュース北海道』として流れる。2008年度はその下に『NEWS845』」のタイトルが付記された。

## まるごとニュース645
土曜日、日曜日、祝日は、『まるごとニュース北海道』の代替番組として放送される。
内容は、前項の『845』とほぼ一緒で、気象情報についても全編札幌からの放送となる。オープニングタイトルは、画面上では平日と同じものとなり、『645』は付されない。